# Piazza del Gesù Nuovo
 (septembre 2024).

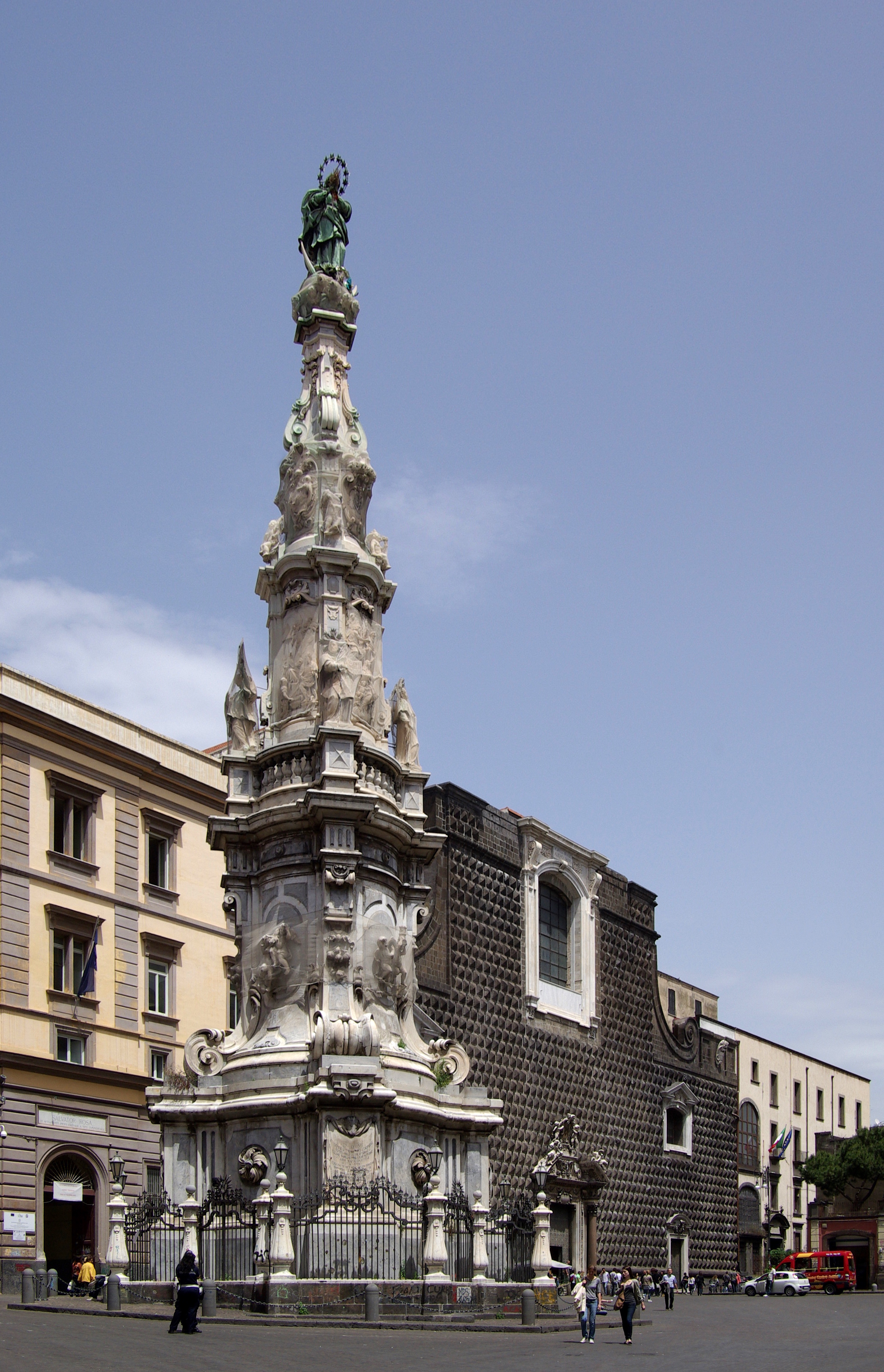
La place en direction de l'église du Gesù Nuovo.

La Piazza del Gesù Nuovo est l'une des places les plus importantes du centre historique de Naples (Italie).
La place, qui doit son nom à l'église homonyme ici présente, est positionnée sur l’artère de Spaccanapoli et sa position centrale par rapport au centre historique de la ville la situe près d'autres importants sites historiques, tels que la via Toledo, la piazza Dante, la piazza Monteoliveto ou la piazza San Domenico Maggiore.

## La place
La place est une zone entièrement piétonne. Sur la façade de l'église du Gesù Nuovo, est inscrite la plaque gravée par l'UNESCO indiquant les raisons pour lesquelles le centre historique de Naples.
La place, cœur de quelques-uns des monuments les plus importants de Naples, s'articule autour du monumental obélisque de l'Immaculée, en marbre blanc.
Sur le côté ouest se trouvent quelques palais historiques de style baroque tardif, tels que le palazzo Pandola et le palazzo Pignatelli di Monteleone. Sur le côté opposé, de l'autre côté de la rue, s'élève un important complexe d'architecture médiévale, l'église des Clarisses.
On trouve également deux des plus importantes églises de la ville : l'église du Gesù Nuovo et la basilique Sante-Claire. La première, construite sur ce qui était autrefois le palais Sanseverino, présente une façade Renaissance avec bossage rustique en pierre de diamant de couleur noire de piperino, exemple le plus typique du baroque napolitain. La seconde, qui est la plus grande église gothique de la ville, renferme le cimetière officiel des Bourbon-Siciles, lieu de sépulture des monarques du royaume des Deux-Siciles, de Ferdinand à François II.
Sur les côtés de l'église du Gesù Nuovo se trouvent deux autres édifices monumentaux : le palais des Congrégations, devenu le lycée Genovesi, et le palais Professe, aujourd'hui lycée Eleonora Fonseca Pimentel.